# Jason Campbell
Jason Campbell (Laurel, 31 dicembre 1981) è un ex giocatore di football americano statunitense che ha militato nel ruolo di quarterback nella National Football League (NFL). Fu scelto nel corso del primo giro (25º assoluto) del Draft NFL 2005 dai Washington Redskins. Al college giocò a football alla Auburn University.

## Carriera universitaria
Campbell al college giocò per quattro anni con gli Auburn Tigers come quarterback, totalizzando 7.299 yard passate, con 45 touchdown e 24 intercetti, corse 249 volte con 9 touchdown per un totale di 307 yard.
Riconoscimenti vinti:
- Miglior giocatore offensivo della Southeastern Conference (2004)
- Southeastern Championship MVP (2004).

## Carriera professionistica

### Washington Redskins

#### Stagione 2005
Campbell fu scelto al primo giro del Draft 2005 dai Washington Redskins. Il 2 agosto 2005 firmò un contratto di 5 anni per un valore di 7,5 milioni di cui 140.000 dollari di bonus alla firma. Nel suo primo anno non disputò alcuna partita, chiuso dai quarterback Patrick Ramsey e Mark Brunell.

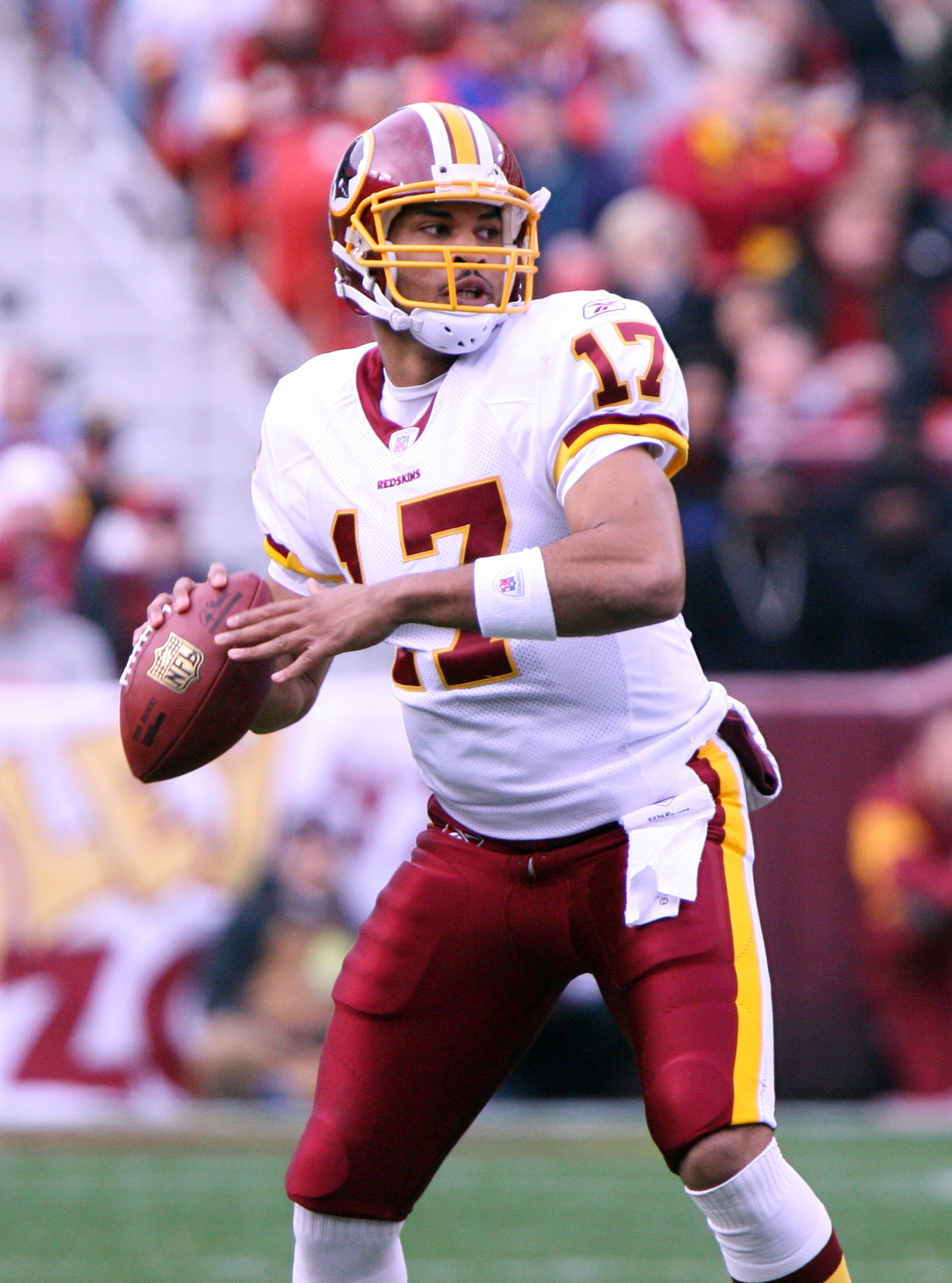
Campbell con la maglia dei Reskins nel 2006.

#### Stagione 2006
Campbell debuttò nella NFL il 19 novembre contro i Tampa Bay Buccaneers indossando il numero 17 portato anche all'università. Vinse la sua prima partita il 26 novembre contro i Carolina Panthers.

#### Stagione 2007
Nella stagione 2007, Jason partì da titolare senza ottenere risultati di rilievo. Nel corso della partita contro i Chicago Bears del 6 dicembre, il defensive end Mark Anderson placcò Campbell, cadendogli rovinosamente addosso sul ginocchio sinistro, infortunandoglielo. Campbell si slogò il legamento patellare e, anche se l'infortunio non richiese un'operazione chirurgica, non giocò per il resto della stagione.

#### Stagione 2008
Nel 2008, Campbell divenne stabilmente titolare, coi Redskins che iniziarono la stagione con 6 vittorie e 2 sconfitte, spingendo gli osservatori a definire Jason uno dei migliori quarterback della lega. I Redskins però persero 6 delle ultime otto partite, mancando l'accesso ai playoff. A fine anno non era chiaro se la squadra fosse destinata a una crescita o a un periodo negativo, ponendo dei dubbi sul futuro di Campbell con la squadra.

#### Stagione 2009
Malgrado l'essere andati alla ricerca di altri quarterback prima dell'inizio della stagione, i Redskins non riuscirono ad acquisire Jay Cutler o Mark Sanchez, optando per far partire come titolare Campbell nell'ultimo anno del suo contratto. Campbell e i Redskins terminarono la stagione 2009 con un record di 4-12, uno dei peggiori della storia della franchigia. L'ottima relazione di Campbell col capo allenatore Jim Zorn si chiuse col licenziamento di quest'ultimo. Il nuovo allenatore di Washington Mike Shanahan dichiarò che i Redskins offrirono il 12 aprile 2010 un contratto annuale del valore di 3,14 milioni di dollari a Campbell durante il periodo dei free agent, assicurandosi che se Campbell avesse firmato con un'altra squadra, Washington avrebbe ricevuto delle scelte del draft come compensazione.

### Oakland Raiders

#### Stagione 2010
Il 24 aprile 2010 fu acquisito dai Raiders in cambio della 109a del draft NFL 2012. Firmò un contratto di due anni del valore di 7,7 milioni di dollari. Dopo solo due partite perse il posto da titolare a favore della riserva Bruce Gradkowski. Nella 5a settimana contro i San Diego Chargers, dopo esser subentrato a Gradkowski infortunato, Campbell guidò i Raiders alla rimonta con 2 passaggi da touchdown, vincendo la gara. Per questa prestazione vinse il riconoscimento di GMC Never Say Never Moment della settimana.
Nella 7a settimana, contro i Denver Broncos, chiuse la partita con un passer rating di ben 127,9.
Nella partita contro i Seattle Seahawks grazie a una prestazione da 15 passaggi completati su 27 tentativi, per 310 yard e 2 touchdown vinse il titolo di miglior quarterback della settimana.

#### Stagione 2011
Dopo un avvio con 4 vittorie e 2 sconfitte, il 16 ottobre contro i Cleveland Browns  su una corsa oltre la linea di scrimmage nel subire il placcaggio degli outside linebacker Chris Gocong e Scott Fujita, Campbell si ruppe la clavicola della spalla destra. Dopo l'operazione non giocò più per il resto della stagione, non venendo tuttavia inserito in lista infortunati.

### Chicago Bears

#### Stagione 2012
Il 13 marzo 2012, dopo esser diventato unrestricted free agent, Campbell firmò con i Bears un contratto di un anno del valore di 3,5 milioni di cui 2 milioni di bonus alla firma come riserva del quarterback titolare Jay Cutler. Nella sfida della settimana 10 tra due delle squadre più in forma della lega, i Texans batterono i Bears con Cutler che subì una commozione cerebrale venendo sostituito da Campbell che completò 11 passaggi su 19 per 94 yard. A causa della gravità dell'infortunio occorso al titolare, Campbell partì come titolare nella gara seguente dove i Bears furono sconfitti nettamente dai San Francisco 49ers nel Monday Night Football in cui il giocatore passò 107 yard con 1 touchdown e 2 intercetti.
Ristabilosi, Cutler tornò titolare ma uscì ancora nel finale della gara persa contro i Minnesota Vikings in cui Campbell riuscì a completare 6 passaggi su 9 tentativi per 64 yard e un touchdown per Brandon Marshall.

### Cleveland Browns
Il 26 marzo 2013, Campbell firmò un contratto biennale del valore di 3,75 milioni di dollari (500.000 garantiti) coi Cleveland Browns. Superato nel ruolo di titolare da Brandon Weeden nella prima settimana, Campbell subentrò nel finale della gara successiva dopo l'infortunio di Weeden ma gli venne preferito a sorpresa Brian Hoyer come titolare della settimana 3. Dopo l'infortunio di Hoyer e l'ennesima prestazione negativa di Weeden nella settimana 7, Jason fu nominato titolare dei Browns per la gara della settimana 8 in cui, malgrado una buona prestazione da 293 yard passate e 2 touchdown non riuscì a superare gli imbattuti Kansas City Chiefs. Confermato titolare nella settimana seguente, Campbell guidò i Browns alla prima vittoria sui Ravens dal 2007, passando 262 yard e 3 touchdown, venendo premiato per la prima volta in carriera come miglior giocatore offensivo della AFC della settimana. La prima brutta prestazione dell'anno giunse nella settimana 11 contro i Cincinnati Bengals in cui subì tre intercetti (con un touchdown) nella netta sconfitta. La settimana successiva contro gli Steelers durante un sack subito si infortunò alla testa, non facendo più ritorno in campo, con Weeden che fu nominato titolare per la domenica successiva. Una volta guarito, fu nuovamente nominato titolare per la settimana 14 contro i Patriots contro cui giocò una grande prova fatta di 391 yard passate e tre touchdown, non sufficienti tuttavia ed evitare la sconfitta ai Browns che sprecarono uno svantaggio di 13 punti negli ultimi 61 secondi. Cleveland non vinse più per tutto il resto della stagione, concludendo l'annata con una sconfitta contro gli Steelers in cui Campbell passò 240 yard e un touchdown. Il 12 marzo 2014 fu svincolato.

### Cincinnati Bengals
Il 19 marzo 2014, Campbell firmò un contratto annuale del valore di 1,5 milioni di dollari con i Cincinnati Bengals.

## Palmarès
- Quarterback della settimana: 1

8ª del 2010
- Miglior giocatore offensivo della settimana della NFC: 1

5ª del 2007
- Miglior giocatore offensivo della settimana della AFC: 1

9ª del 2013
- GMC Never Say Never Moment della settimana: 2

5ª del 2010, 5ª del 2011

## Statistiche
Passaggi
| Anno   | Squadra             | P  | PT | Cmp   | Ten   | Yard   | %    | TD | Int | Rat  |
| ------ | ------------------- | -- | -- | ----- | ----- | ------ | ---- | -- | --- | ---- |
| 2005   | Washington Redskins | 0  | 0  | 0     | 0     | 0      | 0.0  | 0  | 0   | 0.0  |
| 2006   | Washington Redskins | 7  | 7  | 110   | 207   | 1,297  | 53.1 | 10 | 6   | 76.5 |
| 2007   | Washington Redskins | 13 | 13 | 250   | 417   | 2,700  | 60.0 | 12 | 11  | 77.6 |
| 2008   | Washington Redskins | 16 | 16 | 315   | 506   | 3,245  | 62.3 | 13 | 6   | 84.3 |
| 2009   | Washington Redskins | 16 | 16 | 327   | 507   | 3,618  | 64.5 | 20 | 15  | 86.4 |
| 2010   | Oakland Raiders     | 13 | 12 | 194   | 329   | 2,387  | 59.0 | 13 | 8   | 84.5 |
| 2011   | Oakland Raiders     | 6  | 6  | 100   | 165   | 1170   | 60.6 | 6  | 4   | 84.2 |
| 2012   | Chicago Bears       | 6  | 1  | 32    | 51    | 265    | 62.7 | 2  | 2   | 72.8 |
| 2013   | Cleveland Browns    | 9  | 8  | 180   | 317   | 2015   | 56.8 | 11 | 8   | 76.9 |
| Totale |                     | 86 | 80 | 1,508 | 2,499 | 16,697 | 60.3 | 87 | 60  | 81.8 |